# Danny Bejarano
Danny Brayhan Bejarano Yáñez (Santa Cruz de la Sierra; 3 de enero de 1994) es un futbolista boliviano que juega como centrocampista. Actualmente milita en el PAE Panionios de la Segunda Superliga de Grecia. Es internacional absoluto con la Selección de fútbol de Bolivia.

## Trayectoria

### Oriente Petrolero
Danny Bejarano debutó con el Oriente Petrolero de Bolivia en la temporada 2011 donde tuvo buenas actuaciones siendo titular del equipo hasta el 2014, jugo 107 partidos con el equipo marcando 3 goles.

### Panetolikos F. C.
En el 2015 por sus buenas actuaciones hace que el Panetolikos de Grecia se fijara en el y lo contrate por una temporada alternando en 11 partidos.

### Bolívar
Para la temporada 2016 fichó por el Bolívar de La Paz en donde jugó 18 partidos en 6 meses. Disputó los 6 partidos de su grupo en la Copa Libertadores 2016 donde quedaron en tercer lugar por detrás de Boca Juniors y Racing Club.

### Sport Boys Warnes
Tras no acordar su continuidad con el Bolívar, fue cedido al Sport Boys Warnes de Bolivia por un año. En el Toro disputó 29 partidos entre el 2016 y 2017 donde anotó un gol. 24 de esos partidos jugó en la Primera División de Bolivia y 5 juegos fueron en la Copa Libertadores 2017.

### Panetolikos F. C.
El 5 de julio de 2017 renovó contrato con el conjunto griego por un año más y volvió a Grecia para seguir con su carrera.

## Selección nacional
Es internacional con la Selección de fútbol de Bolivia donde hasta el momento ha jugado en 18 oportunidades. Disputó la Copa América 2015 donde la Selección de fútbol de Bolivia quedó eliminada en cuartos de final. En las Eliminatorias para Rusia 2018 fue convocado a 4 encuentros, disputando todos ellos.
Disputó 3 encuentros en la Copa América 2021 que se disputó en Brasil.
En las Clasificación de Conmebol para la Copa Mundial de Fútbol de 2022 disputó un encuentro. Fue en el empate 1-1 ante Chile de visitante.

## Clubes
| Club               | País    | Año               |
| ------------------ | ------- | ----------------- |
| Oriente Petrolero  | Bolivia | 2011 - 2014       |
| Panetolikos FC     | Grecia  | 2015              |
| Bolívar            | Bolivia | 2016              |
| Sport Boys Warnes  | Bolivia | 2016 - 2017       |
| Panetolikos FC     | Grecia  | 2017 - 2018       |
| Oriente Petrolero  | Bolivia | 2018              |
| Lamia F.C.         | Grecia  | 2019 - 2023       |
| Nea Salamina F. C. | Chipre  | 2023 - 2025       |
| PAE Panionios      | Grecia  | 2025 - Actualidad |